# 川原茂輔

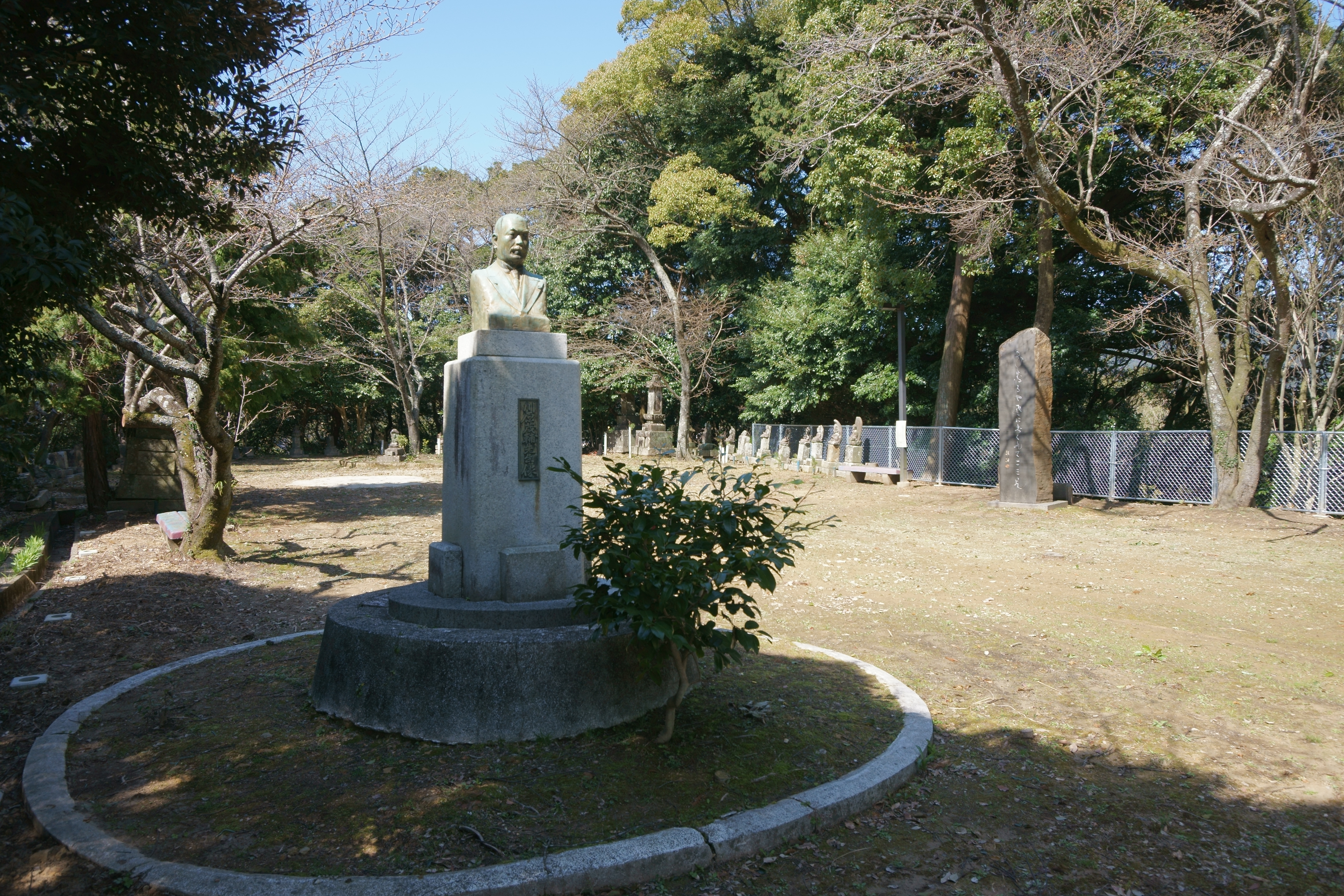
伊万里市の城山公園と川原の胸像

川原 茂輔（かわはら もすけ、1859年10月10日〈安政6年9月15日〉 - 1929年〈昭和4年〉5月19日）は、日本の実業家、政治家。衆議院議長、佐賀県会議長。位階は従四位。勲等は勲二等。

## 経歴
肥前国西松浦郡大川内村（現・佐賀県伊万里市）生まれ。草場船山の塾で漢学を学ぶ。佐賀県参事会員、佐賀日日新聞社長などを歴任。
1884年（明治17年）4月から1892年（明治25年）9月まで佐賀県会議員を務めた。
同年2月、第2回衆議院議員総選挙に佐賀県第2区で中央交渉部から出馬し初当選。次の第3回衆議院議員総選挙では国民協会から出馬するも落選。1899年（明治32年）9月に佐賀県会議員選挙に西松浦郡選挙区から自由派（憲政党派）所属で立候補して、当選した。1901年（明治34年）3月31日から第10代佐賀県会議長を務めた。1902年（明治35年）8月、第7回衆議院議員総選挙の佐賀県郡部区に立憲政友会から出馬し当選した。これに伴い、同月15日に県会議員を辞職した。1928年（昭和3年）2月の第16回衆議院議員総選挙まで連続10回、通算で11回の当選を果たした。
所属政党では立憲政友会総務などを務めたが、1924年（大正13年）、立憲政友会の床次竹二郎ら改革派が脱党し結成した政友本党に移り総務を務めた。1927年（昭和2年）、政友本党と憲政会との合同に反対し、再び立憲政友会に復帰した。1929年3月15日に第26代衆議院議長に選出された。同年5月19日に議長在職中のまま死去した。
その他、日清戦争・日露戦争の観戦、第一次世界大戦の日独戦争時の青島出征軍慰問議員団長となり、ワシントン会議視察のため渡米などを行った。